# Pfarrhaus (Wörnitzstein)

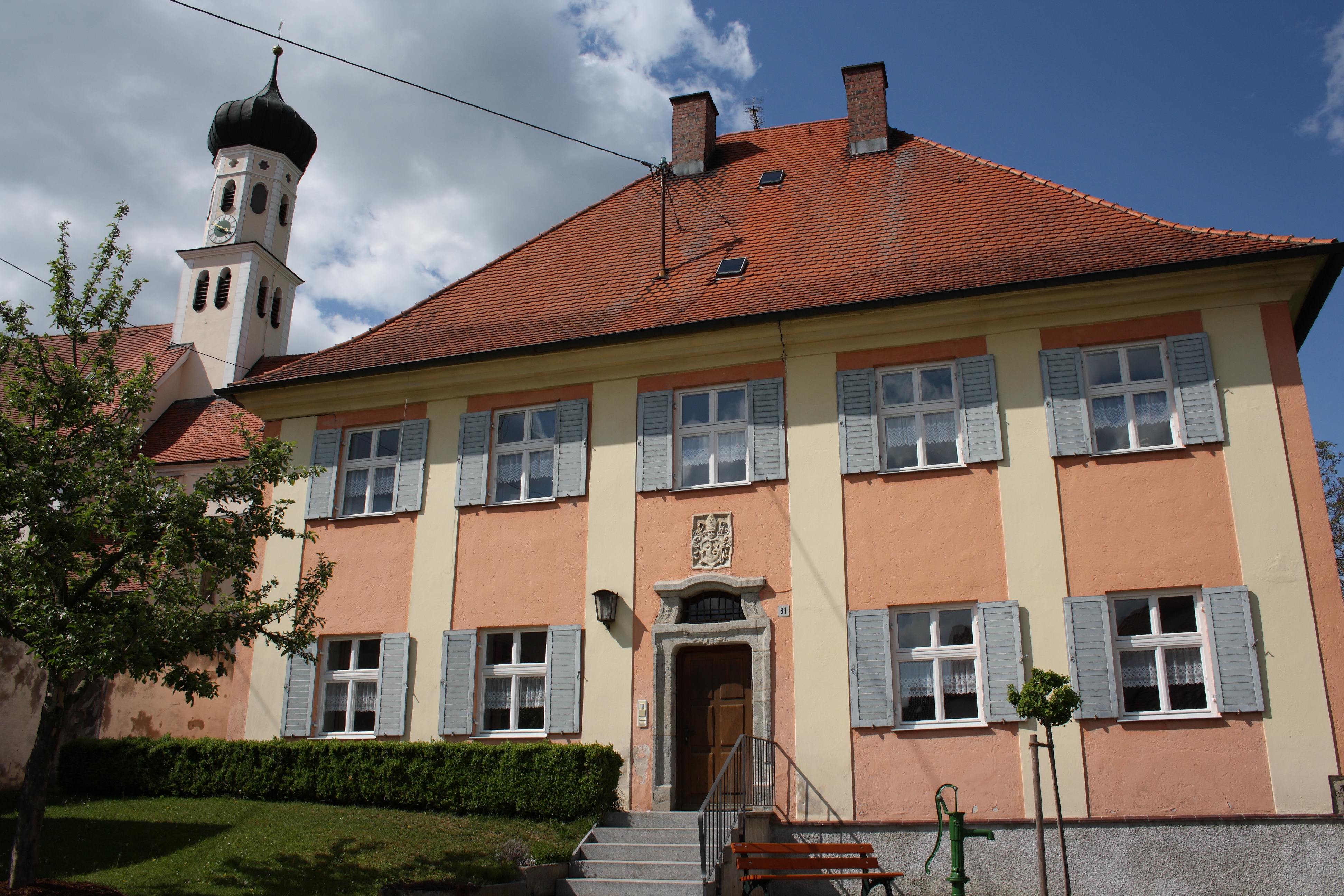
Pfarrhaus in Wörnitzstein

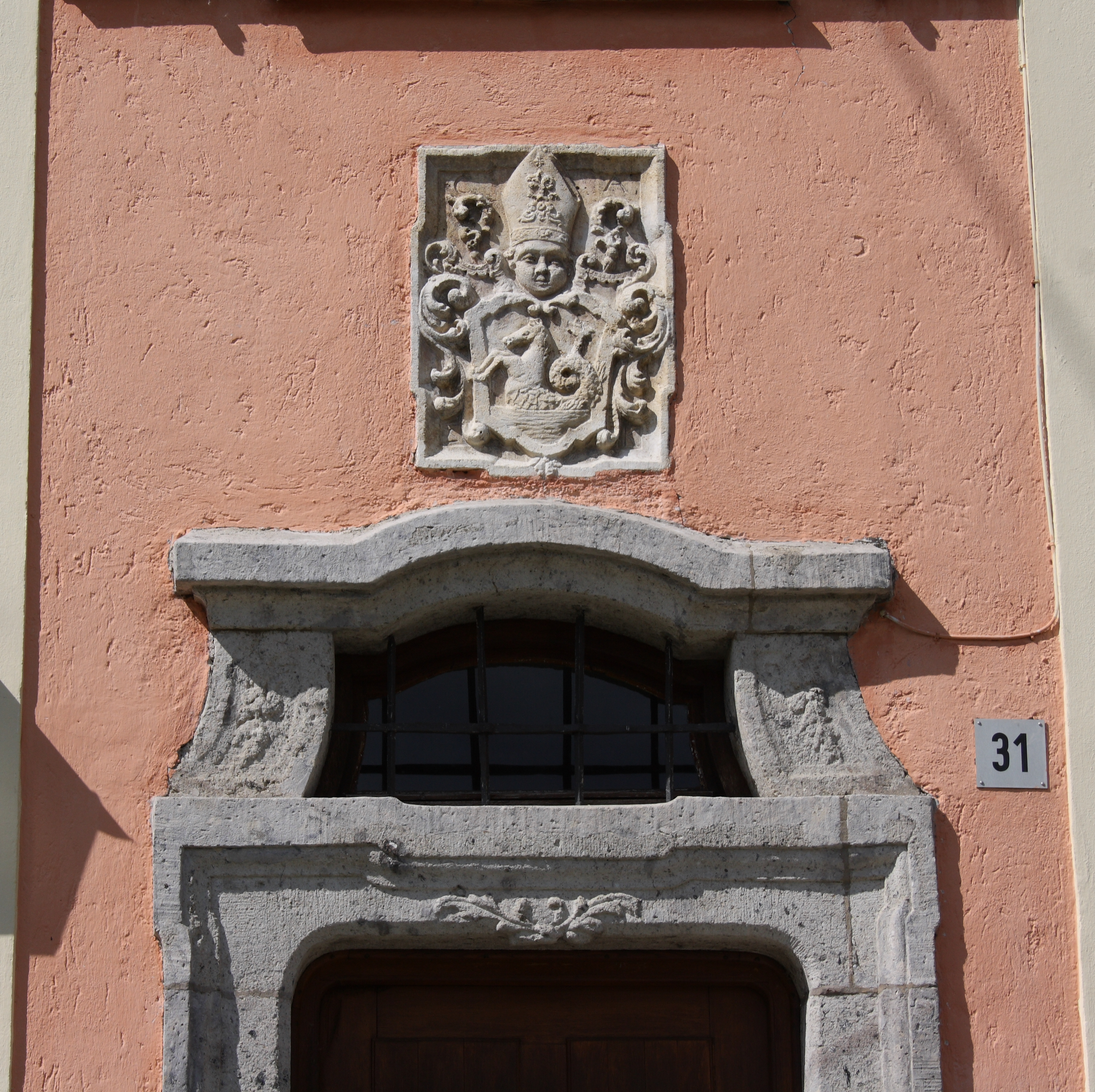
Portal mit Wappen

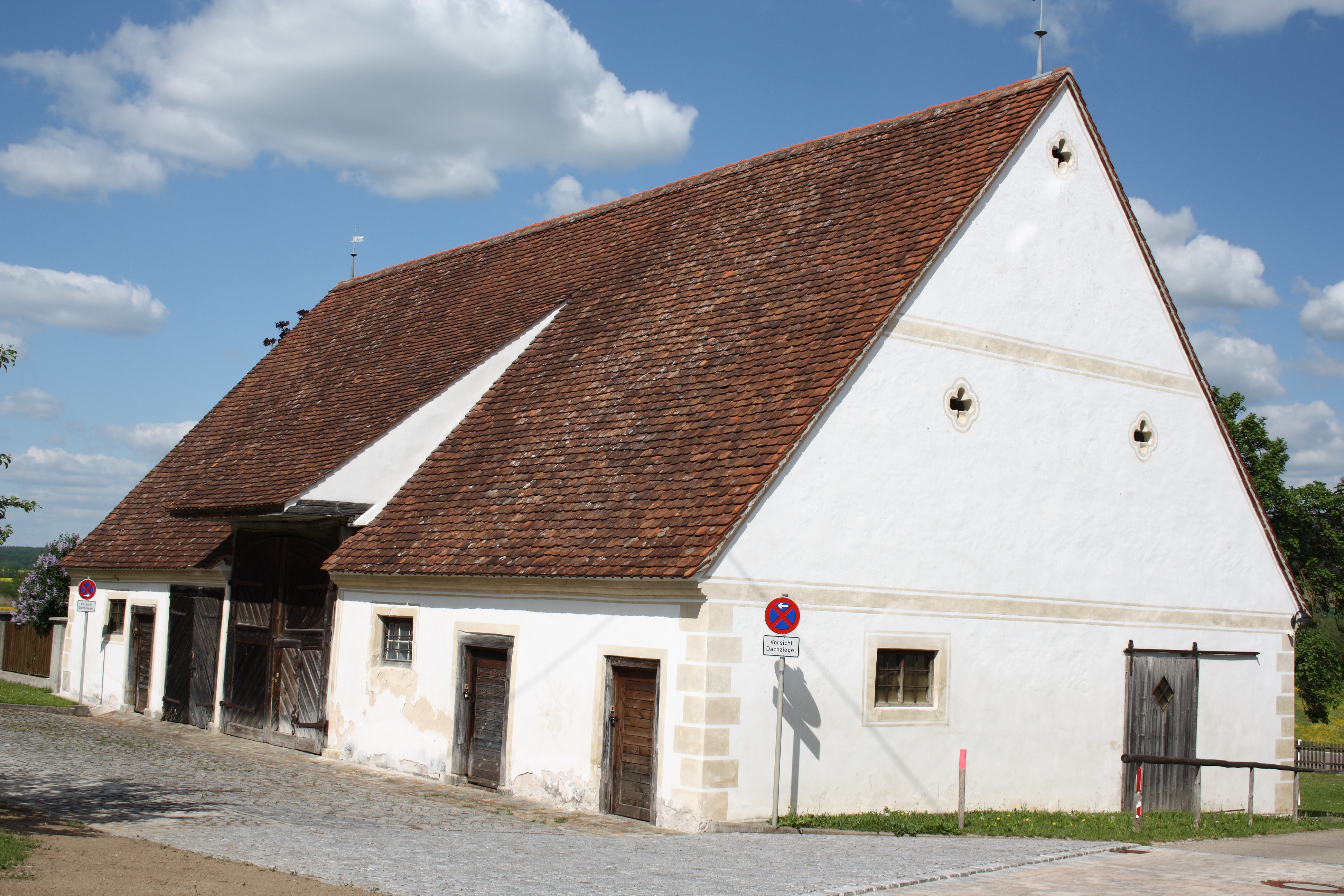
Pfarrstadel (2012)

Das katholische Pfarrhaus in Wörnitzstein, einem Stadtteil von Donauwörth im Landkreis Donau-Ries im bayerischen Regierungsbezirk Schwaben, wurde 1741 errichtet. Das Pfarrhaus an der Graf-Hartmann-Straße 31 ist ein geschütztes Baudenkmal.
Der zweigeschossige Walmdachbau wurde nach Plänen des Baumeisters Johann Georg Hitzelberger errichtet. Er besitzt fünf Fensterachsen. 
Über dem Portal mit profilierten Gewänden befindet sich das Wappen des Abts Cölestin I. Meermoos, der von 1739 bis 1771 das Kloster Kaisheim leitete. Das Kloster hatte lange Zeit das Kirchenpatronat in Wörnitzstein inne.
Neben dem Pfarrhaus steht der ebenfalls denkmalgeschützte Pfarrstadel aus dem Jahr 1758, der 1783 vergrößert wurde.